# Krzysztof Pietkiewicz
Krzysztof Piotr Pietkiewicz (ur. 25 lipca 1950 w Poznaniu) – polski historyk, lituanista, wschodoznawca.

## Działalność naukowa
Studia ukończył w 1974, a stopień doktora uzyskał w IH UAM w 1979 na podstawie rozprawy Ród Kieżgajłów i jego latyfundium do połowy XVI wieku (jego promotorem  był prof. Jerzy Ochmański). Stopień doktora habilitowanego nauk humanistycznych w zakresie historii uzyskał 29 stycznia 1994 na Uniwersytecie im. Adama Mickiewicza na podstawie rozprawy Wielkie Księstwo Litewskie pod rządami Aleksandra Jagiellończyka. Studia nad dziejami państwa i społeczeństwa na przełomie XV i XVI wieku. Profesor nauk humanistycznych od 16 czerwca 2015. Od 1997 jest profesorem UAM w Poznaniu. W latach 1996–2002 pełnił funkcję prodziekana Wydziału Historycznego, a w latach 1999–2002 kierownika Zakładu Historii Europy Wschodniej. Od 2002 jest dyrektorem Instytutu Wschodniego UAM. Jest także profesorem Wyższej Szkoły Nauk Humanistycznych i dziennikarstwa w Poznaniu.
Członek Komisji Lituanistycznej Komitetu Nauk Historycznych PAN. Członek Rady Wydawnictwa Naukowego UAM. W latach 1996–2005 prezes Zarządu Naukowej Fundacji Historycznej im. Profesora Henryka Łowmiańskiego przy Instytucie Historii UAM. Członek Litewskiego Towarzystwa Historycznego. Członek Zarządu Oddziału Poznańskiego Polskiego Towarzystwa Historycznego. Członek Komitetu Redakcyjnego czasopisma Lituano-Slavica Posnaniensia. Stały współpracownik redakcji Encyklopedii Britannica – Edycji Polskiej.
Główne kierunki badań naukowych: Wielkie Księstwo Litewskie, dzieje ZSRR, historia najnowsza państw postradzieckich, dzieje kultury Rusi i Rosji.
W 2022 odznaczony Krzyżem Kawalerskim Orderu Odrodzenia Polski.

## Działalność społeczna
- 1974–1990 – członek PZPR (m.in. sekretarz Komitetu Uczelnianego PZPR na UAM w Poznaniu, wiceprzewodniczący Komisji Kontrolno-Rewizyjnej PZPR)
- od 1974 – członek Związku Nauczycielstwa Polskiego (ZNP) na UAM w Poznaniu[2].

## Wypromowane prace doktorskie
- Formacje wojskowe ukraińskiej „rewolucji narodowej” 1914–1921 (07.11.2005), Grzegorz Skrukwa,
- „Rosyjski Islam” versus islam Rosjan. Studia nad zjawiskiem przebudzenia religijnego po rozpadzie ZSRR (07.02.2006), Mariusz Marszewski,
- Radzieccy Niemcy. Między deportacją a masową emigracją (1941–1991) (25.06.2007), Jakub Koralewski,
- Strategiczne partnerstwo ukraińsko-polskie. Polska w polityce niepodległej Ukrainy (06.10.2008), Katarzyna Jędraszczyk,
- Rosyjskie elity władzy wobec Ukrainy i Białorusi w procesie przemian    politycznych i ideowych po rozpadzie ZSRR, (2010) Konrad Świder
- Polska w Polityce niepodległej Białorusi 1991–2004, 2011 Karolina Mazurek
- Historyczne korzenie odrębności Donbasu a proces kształtowania się nowoczesnego społeczeństwa ukraińskiego po 1991 roku (2013) Marta Studenna-Skrukwa
- Od opozycji koncesjonowanej do narodowych bolszewików. Studia nad współczesną lewicą rosyjską (2013) Marta Żakowska
- Wspólnota z przypadku. Studium tożsamości mieszkańców Naddniestrza (2015) Piotr Oleksy

## Publikacje
Autor kilkudziesięciu publikacji, w tym książek:
- Kieżgajłowie i ich latyfundium do połowy XVI w. (Poznań 1982)
- Cyrylica : skrypt do nauki odczytywania pisma staroruskiego i rosyjskiego dla studentów archiwistyki (1996, ISBN 83-232-0757-7)
- Historia czasów nowożytnych (do 1815) (podręcznik dla szkoły średniej, 2000, ISBN 83-87988-19-7)
- Wielkie Księstwo Litewskie pod rządami Aleksandra Jagiellończyka : studia nad dziejami państwa i społeczeństwa na przełomie XV i XVI wieku (1995, ISBN 83-232-0620-1), wydanie nowe (2014, ISBN 978-83-7889-284-7)
- Ihumena Daniela z ziemi ruskiej pielgrzymka do Ziemi Świętej = "Choženie" igumena Daniila: (relacja z początku XII wieku (2003, ISBN 83-7177-182-7 tłumaczenie)
- Lietuvos Metrika. Lithuanian Metrica. Литовская Метрика. Knyga Nr. 9. Uћraљymų knyga 9, Parengė Krzysztof Pietkiewicz, Vilnius, Mokslo ir enciklopedijų leidybos institutas, 2003, ss. 616.
- Paleografia Ruska, Wydawnictwo DiG, Warszawa 2015, s. 612 (ISBN 978-83-7181-847-9)
- Mapa etniczna obszaru byłego ZSRR, Wydawnictwo Adam Marszałek, Toruń 2019, ss. 298 (ISBN 978-83-8180-174-4)